# عون بن أبي جحيفة
عون بن أبي جحيفة وهب بن عبد الله السوائي الكوفي أحد رواة الحديث النبوي.
روى الحديث عن أبيه أبي جحيفة، والمنذر بن جرير بن عبد الله، وعبد الرحمن بن سمير. حدث عنه: مالك بن مغول، وحجاج بن أرطاة، وعمر بن أبي زائدة، وشعبة بن الحجاج، وسفيان الثوري، وقيس بن الربيع. وثقه يحيى بن معين.
من مروياته: حدثنا محمد بن النضر الأزدي، حدثنا معاوية بن عمرو، عن زائدة، وحدثنا عثمان بن عمر الضبي قال: حدثنا عبد الله بن رجاء قال: ثنا زائدة عن سماك بن حرب، عن عون بن أبي جحيفة، عن أبيه، قال صلى رسول الله صلى الله عليه وسلم: صلاة الظهر بمكة ركعتين صلاة المسافر.

## وفاته
مات قبل سنة عشرين ومائة من الهجرة.